# Subalveolina
Subalveolina es un género de foraminífero bentónico de la familia Alveolinidae, de la superfamilia Alveolinoidea, del suborden Miliolina y del orden Miliolida. Su especie tipo es Subalveolina dordonica. Su rango cronoestratigráfico abarca desde el Santoniense superior hasta el Campaniense (Cretácico superior).

## Clasificación
Subalveolina incluye a las siguientes especies:
- Subalveolina dordonica †
- Subalveolina perebaskini †